# ياسوهيرو تاكيدا
ياسوهيرو تاكيدا (باليابانية: 武田康廣؛ بالكانا: たけだ やすひろ) هو مخرج ياباني، ولد في 12 سبتمبر 1957 في أوساكا في اليابان.

## وصلات خارجية
- ياسوهيرو تاكيدا على موقع IMDb (الإنجليزية)
- ياسوهيرو تاكيدا على موقع كينوبويسك (الروسية)
- ياسوهيرو تاكيدا على موقع ANN person (الإنجليزية)